# Vosztok-program

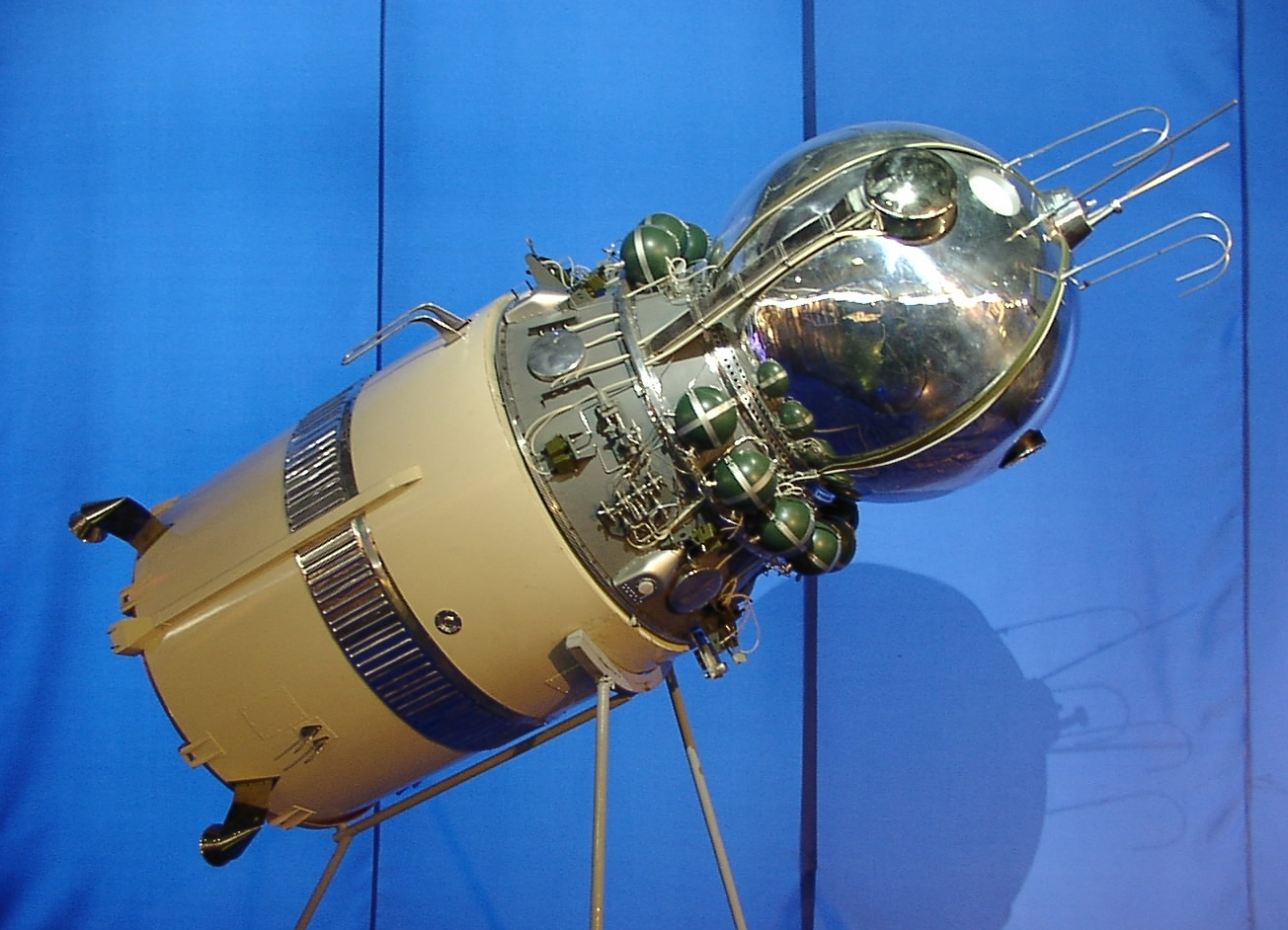
A Vosztok űrhajó makettje (a rakéta harmadik fokozatával)

A Vosztok-program (oroszul: программа «Восток», magyar átírásban: programma Vosztok, jelentése:„Kelet”) a Szovjetunió első, űrhajósokat a világűrbe juttató űrprogramja volt 1958 és 1964 között. A program célkitűzése kettős volt: fő feladata az első ember űrbe juttatása, másodlagos „funkciója” pedig az amerikaiaknál előbb teljesíteni egy olyan szimbolikus célt,amely a hidegháborúban komoly presztízzsel bírt, egyfajta csatagyőzelemnek számított. A program fő célját Jurij Gagarin 1961. április 12-én a Vosztok–1 űrhajó fedélzetén érte el: a világ első űrhajósa egy alkalommal kerülte meg a Földet a világűrben. A másodlagos cél is maradéktalanul teljesült: a Szovjetunió fölénye az űrkutatásban tovább nőtt, a két nagyhatalom kiélezett versenyében még inkább a szovjetek felé billent a mérleg nyelve.
A program elindítását 1958. november 1-jén hagyta jóvá a Szovjetunió Kommunista Pártja, majd öt és fél év után 1964. március 1-jén zárta le, a Voszhod-program elindításával párhuzamosan. Ezen időszak alatt összesen 11 repülést végeztek a programban – ebből öt volt automata tesztrepülés, hat pedig személyzettel végrehajtott űrutazás. E repülések szinte mindegyike egyedülálló teljesítmény volt: az első űrhajós repültetése, az első egy napnál hosszabb út, az első szimultán űrrepülés és az első női űrhajós útja. A repüléseket megelőző űrhajós-válogatáson az amerikai Mercury-programéval teljesen azonos szempontrendszer született meg, a világ első űrhajósát a világ mindkét végén azonos ismérvek alapján keresték. Ennek alapján hat jelölt készült az űrbe, akik közül végül öten jutottak fel a program során.
Az űrrepüléseket Vosztok űrhajókkal végezték, amelyeket az R–7 Szemjorka interkontinentális ballisztikus rakétából kialakított Vosztok hordozórakétákkal indítottak.
A program fontos sajátossága volt, hogy mindvégig teljes titokban zajlott. Az előkészületek is teljes titkosítás mellett folytak, Gagarin startját is csak akkor hozta nyilvánosságra a szovjet TASZSZ hírügynökség, amikor az űrhajós már régen fenn járt az űrben, ugyanúgy, ahogy a többi repülés során is történt. Maga a Vosztok név is szigorúan titkos információnak számított a repülés sikerének nyilvánosságra hozataláig, de a bajkonuri űrrepülőtér helye is ugyanilyen titkos volt.
A repülések végét a szovjet (és az amerikai) űrprogram preferenciáinak változása hozta el. Mindkét nagyhatalom a Hold elérését tűzte ki célul, amelyhez más technikai képességekkel rendelkező űrhajók kellettek, ezért a Szovjetunió hozzálátott a Voszhod kifejlesztéséhez (amely lényegében nem új űrhajótípus lett, hanem a Vosztok továbbfejlesztése). Ezzel párhuzamosan a program hátralevő – az új célokhoz technikailag újat hozzátenni nem képes – repüléseit törölték, erőforrásait az új programba tették át.

## Előzmények

### Űrverseny

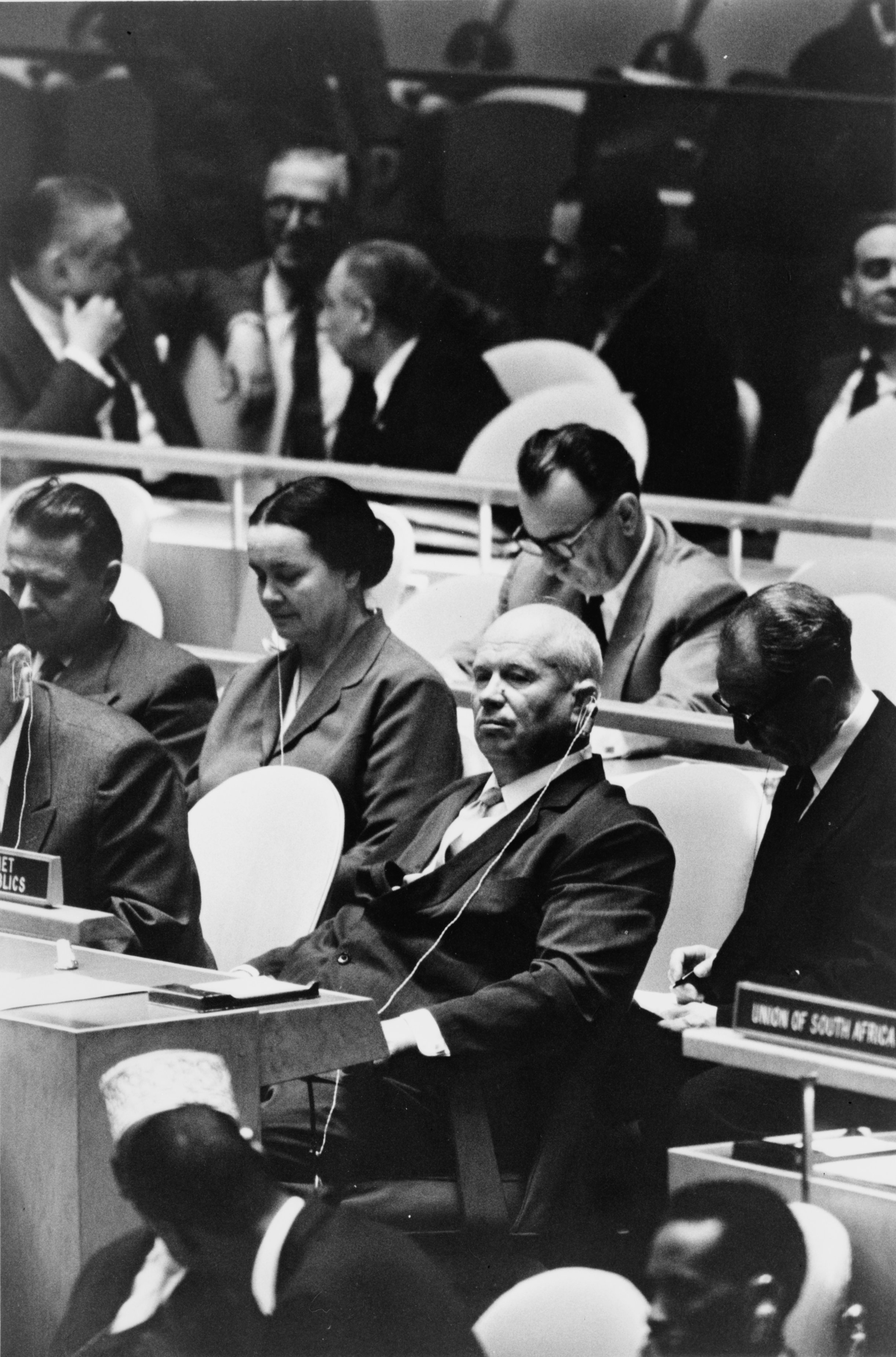
Nyikita Hruscsov az ENSZ róla elhíresült 1960-as, „cipősarokkal az asztalt verő” ülésén

A második világháború utáni hidegháború a két nagyhatalom fegyverkezési versenye mellett az élet minden területén jelentkező versengésben testesült meg. Ezen ideológiai alapú versengés egyik alapvető területe a műszaki tudományok voltak, azon belül is a legfejlettebb technológiák fejlesztése. Az 1950-es évek közepén a rakétatechnika – mint ilyen csúcstechnikát képviselő ágazat – eljutott egy olyan szintre, hogy komoly esély nyílt egy tárgy világűrbe juttatására. Ezt felismerve mindkét nagyhatalom erőfeszítéseket tett, hogy a másikat megelőzve juttasson egy tárgyat az űrbe. Dwight D. Eisenhower amerikai elnök 1955. július 29-én szóvivőjén keresztül bejelentette, hogy országa a nemzetközi geofizikai év keretében műholdat bocsát fel. A Szovjetunióban erre válaszul 1955. augusztus 8-án az SZKP Központi Bizottságának elnöksége titkos határozatot hozott, hogy ők is műholdfejlesztésbe kezdenek. Az így beindult amerikai Vanguard-program és szovjet Szputnyik-program versenyéből utóbbi került ki győztesen, amikor a Szputnyik–1-et sikeresen felbocsátották a Szovjetunióból.
A Szputnyik–1 felbocsátásával a Szovjetunió és az Egyesült Államok között új front nyílt a hidegháborúban, beindult az űrverseny. Az USA-ban nyíltan, a széles nyilvánosság bevonásával, a Szovjetunióban pedig teljes titoktartás mellett indultak be az egymás teljesítményeit túlszárnyalni igyekvő űrprojektek. Előbb a Föld körüli pálya mind magabiztosabb elérését bizonyító, majd annak gyakorlati felhasználását kikísérletező programok indultak mindkét oldalról, majd a Hold – és ezáltal a második kozmikus sebesség – elérését célzó próbálkozások kezdődtek és futottak le sikeresen. A következő logikus lépés az ember (vagy legalábbis élőlények) világűrbe juttatása volt. Erre ismét az Egyesült Államokban született először hivatalos bejelentés: 1958. december 17-én Keith Glennan, a NASA első igazgatója jelentette be az első embert a világűrbe juttatni kívánó program, a Mercury-program elindítását. A Szovjetunióban mindenféle bejelentés nélkül – lényegében titokban – addigra már közel egy éve folyt egy embert szállító űrhajó fejlesztése, 1958. november 1-jén pedig az SZKP elfogadta a Vosztok űrhajó – és a vele lényegében azonos technikai alapokon álló – Zenyit felderítő műhold fejlesztési programját. A Vosztok-program tehát így vette hivatalosan kezdetét, és ezáltal az űrverseny az ember világűrbe juttatása felé fordult.

### Űrhajófejlesztések

A Vosztok űrhajó rajza

A szovjet űrfejlesztések Szergej Koroljov vezetésével több szálon indultak el még a kezdetek kezdetén, többféle űreszköz tervei születtek meg Koroljov tervezőirodájában: kisebb, egyszerűbb műholdaké (amilyen később a Szputnyik–1 lett), nagyobb, bonyolultabb műholdaké (ilyen volt az Objekt-D, amelyből később Lajka kutya űrhajója, a Szputnyik–2 született) és egy holdszonda, valamint egy ember szállítására képes űreszköz vázlatai is elkészültek. Ezek a tervek új kutatási irányokat is kijelöltek, az emberes űreszköz esetében például a másik háromnál teljesen szükségtelen visszatérési profilok kutatását. A kutatások egy része a Szovjet Tudományos Akadémiáján zajlott. A matematikai szekció kiszámította a lehetséges pályagörbéket a Föld körüli keringésből való visszatéréshez, amelynek fő eredménye volt, hogy a lassulás csúcsértéke nem haladja meg a 10 g-t. Az anyagtudományi szekció pedig a lassuláskor keletkező súrlódási hő elnyeléséhez megfelelő anyagok kutatásán dolgozott. A kutatások 1957 szeptembere és 1958 januárja között zajlottak, és számításaik alapján kialakult egy követelményrendszer a leendő űrhajóval kapcsolatban. Az ideális, ember szállítására alkalmas űrhajóforma ezek alapján egy lekerekített csúccsal és gömbszelet alappal ellátott kúp alakú forma volt (napjainkban is ez számít ideális űrhajóformának, nagyjából ilyen alakúak lettek a rivális amerikai űrhajók is a későbbiekben).
1958. január 1-jén Koroljov mérnökcsapata hozzá is fogott egy új űreszköz tervezésének, amely alkalmas volt ember űrbe juttatására. Közben a repülőorvosi vizsgálatoknál alkalmazott centrifugatesztekkel végzett kutatásokból kiderült, hogy az emberi test képes 10 g-nél is nagyobb terhelések elviselésére, ami sokkal egyszerűbbé tette a tervezők dolgát, egy egyszerű gömbforma is megfelelt a visszatérő űrkabin kialakításához, csak a tömegközéppontját kellett valamelyik irányba kimozdítani a geometriai középpontból, hogy a légkör átlépésekor legyen egy „alja” a kabinnak, ami a légkörrel érintkezik és ahová a hőpajzsot fel lehet szerelni. 1958 júniusára megszületett a követelményrendszer és egy tervvázlat a lehetséges űrhajó kialakításáról. 1958. augusztus 15-én az OKB–1 tervezőirodán belül megalakult a fejlesztésre kijelölt csoport.
Az önálló fejlesztés azonban nem indulhatott el, tekintve, hogy a katonai programok elsőbbséget élveztek. Ehelyett a szovjet kormány egy többcélú – ember repültetésére és kémműholdként való felhasználásra egyaránt alkalmas – eszköz fejlesztését hagyta jóvá. Egészen 1959. május 22-ig kellett várni, míg az önálló, embert szállító űrhajó építési projektjét is jóváhagyták állami szinten.
A projekt során egy két fő részből álló űreszköz jött létre. A két modul egyike a legénységi kabin volt, egy gömb alakú egység, amely egy szkafanderbe öltözött űrhajós befogadására volt alkalmas. Ez az egység fogadta még magába a létfenntartó rendszert, a műszereket, a katapultülést, amely a pilóta vészhelyzeti mentésére, valamint a leszálláskor a pilóta puha földet érése érdekében került rendszeresítésre, valamint az egy ernyőből álló fékező/ejtőernyőt. A másik modul a műszaki egység volt, amely a helyzetváltoztató hajtóműveket, az azok működéséhez szükséges üzemanyagot, az áramellátáshoz szükséges akkumulátorokat és talán a leglényegesebb részegységként a Föld körüli pályáról a leszálláshoz szükséges lassításhoz használatos fékezőrakétákat fogadta magába. Az űrhajó össztömege 4730 kilogramm volt, maximális átmérője 2,4 méter, a kabinban levegő légkört lélegezhetett be az utas. Az űrhajónak nem volt sima leszállást biztosító rendszere, ezért az utasa kb. 7 km magasságban katapultált, és saját ejtőernyőjén, külön ért földet. Ezen kívül a műszerezettség is rendkívül egyszerű volt, nem volt pl. műhorizont a kabinban, a leszállítórendszer is egy egyszerű óraműszerkezet volt, amely gombnyomásra megmutatta egy stilizált földgömbön, hogy az adott pillanatban beindítva a fékezést, éppen hol érne földet az űrhajó. A Vosztok manőverező képességgel sem rendelkezett. Az űrhajó az indításakor kapott impulzus alapján (adott irányon) repült, a pályáját változtatni nem volt képes, mindössze a kabin térbeli helyzetét lehetett változtatni a helyzetszabályzó fúvókákkal.
A fejlesztés három fázisban zajlott le:
- Vosztok 1P (vagy 1KP): Kísérleti, emberek nélküli, automatikus repülésekre kialakított egyszerűsített prototípus, amelyet hővédő pajzzsal sem láttak el így visszatérésre sem volt képes. Egy példány készült, ennek repülésére 1960. május 15-én került sor Korabl-Szputnyik–1 jelzéssel.
- Vosztok 1K: Kísérleti, emberek nélküli, automatikus repülésekre kialakított prototípus, visszatérésre alkalmas berendezésekkel. Állatkísérletekre használták és bizonyították velük a repülési alkalmasságot. Első repülésére 1960. július 28-án került sor.
- Vosztok 3KA: Embereket szállító, végleges változat. Első repülésére 1961. március 9-én került sor.

### Legénységválogatás
| Űrhajósjelölt                                | Rendfokozat * | Kor * |
| -------------------------------------------- | ------------- | ----- |
| Ivan Anyikejev                               | főhadnagy     | 27    |
| Pavel Beljajev                               | őrnagy        | 34    |
| Valentyin Bondarenko                         | főhadnagy     | 23    |
| Valerij Bikovszkij                           | főhadnagy     | 25    |
| Valentyin Filatyjev                          | főhadnagy     | 30    |
| Jurij Gagarin                                | főhadnagy     | 25    |
| Viktor Gorbatko                              | főhadnagy     | 25    |
| Anatolij Kartasov                            | százados      | 27    |
| Jevgenyij Hrunov                             | főhadnagy     | 26    |
| Vlagyimir Mihajlovics Komarov                | százados      | 32    |
| Alekszej Leonov                              | hadnagy       | 25    |
| Grigorij Nyeljubov                           | főhadnagy     | 25    |
| Andrijan Nyikolajev                          | főhadnagy     | 30    |
| Pavel Popovics                               | százados      | 29    |
| Marsz Rafikov                                | főhadnagy     | 26    |
| Georgij Sztyepanovics Sonyin                 | főhadnagy     | 24    |
| German Tyitov                                | főhadnagy     | 24    |
| Valentyin Varlamov                           | főhadnagy     | 25    |
| Borisz Volinov                               | főhadnagy     | 25    |
| Dmitrij Zajkin                               | főhadnagy     | 27    |
| * Az űrhajós-válogatás idején; Járt az űrben |               |       |

Az összes fejlesztési terület közül a legénység válogatása volt az, amely mindenféle előzetes tapasztalat nélkül indult, a legtöbb ismeretlen faktort foglalta magában. Az előzetes teóriák szerint a világűr körülményei olyan idegenek az ember számára, hogy egy űrrepülés akár halállal is végződhet. Repülőorvosok szerint a súlytalanság jelentette a legnagyobb veszélyt, feltevések szerint a vérkeringés összeomlását okozhatta. De további egészségügyi problémák is felvetődtek – az evés, ivás lehetetlensége, mentális problémák az elszigeteltség érzése miatt –, amelyek összességében egy rendkívül ellenálló, pszichikai és fizikai kondíciójában kimagasló állapotban levő jelöltet kívántak meg. Ezek alapján az illetékesek 1959 első felében alakították ki az alapvető követelményrendszert. Ezek a követelmények (legyen intelligens, fizikailag jó kondícióban levő, jól viselje a pszichikailag feszült szituációkat, ezen kívül jól tűrje a nagy g-erőket, és lehetőleg legyen tapasztalata katapultülés használatában), magától értetődően jelöltek meg egy csoportot, a harci pilótákat.
Szergej Koroljov ezek alapján állította össze a részletes követelményrendszert: olyan 25–30 év közötti férfi pilótákat kerestek, akik 170–175 cm alatti testmagassággal és 70–72 kg-nál kisebb testsúllyal rendelkeztek. 1959 nyarán véglegesítették a követelményeket, szeptemberben pedig interjúkkal kezdődött a kiválasztás. A válogatás feladatának koordinálását a szovjet légierő parancsnokhelyettese kapta meg, míg magukat az interjúkat a Repülőorvosi Intézet állománya. Az orvosok párokat alkotva járták be a repülőalakulatokat. Több mint 3000 pilóta aktájának átvizsgálása után valamivel 200 fő fölötti létszám látszott alkalmasnak a további próbákra (a többiek testmagasságuk, testsúlyuk, vagy valamely korábbi betegségük miatt estek ki a rostán). A pilóták ekkor még – tekintettel a program titkos voltára – nem tudták, hogy milyen feladatra keresnek jelölteket, a tájékoztatás egy „speciális repülésről” szólt, ám néhányan hamar kitalálták az igazi célt. Szeptemberben lezajlottak a pszichikai tesztek, majd ezek végeztével húszfős csoportokban Moszkvába, a Központi Repülő Tudományos Kutató Kórházba vezényelték őket. A moszkvai vizsgálatok 1959. október 3-án kezdődtek további pszichikai tesztekkel, majd fiziológiai próbákkal (forgószékes vizsgálatokkal, alacsony nyomású kamrával, centrifuga teszttel). Ezek során húsz jelölt maradt fenn a rostán. Ebben a csoportban öten is idősebbek voltak az eredeti kiírásban szereplő felső korhatárnál, így a követelmények kezelésében nem voltak következetesek a szovjetek.
1960. január 11-én Konsztantyin Versinyin marsall parancsa alapján megalapították az Űrhajóskiképző Központot a Frunze Katonai Akadémián, Moszkvában, a személyi állomány parancsnokának pedig kinevezték Nyikolaj Petrovics Kamanyin tábornokot. A tesztek itt folytatódtak, amelyek során a 20 fős jelöltlista előbb 12, majd 8, végül 6 fősre szűkült. A tesztek egyben már a kiképzés különböző lépései is voltak egyben. Tantermi foglalkozások mellett (amelyeken rakétaismereteket, űrorvostant, navigációt, rádiós kommunikációt, geofizikát és csillagászatot oktattak a jelöltek számára), ejtőernyős ugrásokat végeztek, süketkamrába zárták őket az izoláció szimulálására, további forgószékes, nyomás- és hőkamrás, valamint centrifugagyakorlatokat végeztek. A gyakorlatok helyszíne vegyesen volt a kiképzőközpontban, valamint terepen (például az ejtőernyős gyakorlatokat a kijelölt leszállási térségben végezték) és egy speciális „helyszínen”, egy Tu–104-es repülőgép fedélzetén, ahol parabolarepülésekkel súlytalansági tréningeket tartottak. Ezek során 1960. május 30-án állt össze a végső hatfős névsor, az első szovjet űrhajóscsoport névsora: Gagarin, Kartasov, Nyikolajev, Popovics, Tyitov és Varlamov.
A későbbiek során – 1960. június 29-én – az elhelyezés szűkössége miatt a kiképzőközpontot áthelyezték a Moszkva melletti Csillagvárosba. Az áthelyezést követően különböző balesetek miatt megváltozott a hat végső jelölt összetétele. Kartasov a centrifugateszteken szenvedett kisebb belső sérüléseket, míg Varlamov gerince egy úszóbalesetben sérült meg, az orvosok mindkét esetben a lecserélésük mellett döntöttek. A helyüket Bikovszkij és Nyeljubov foglalta el.
A legénységválogatás legutolsó lépése a világ első űrhajósának kiválasztása volt. A döntés Kamanyin tábornokra hárult (és Szergej Koroljov véleménye is mérvadó volt a döntéshozatalban), aki 1961. április 8-án nevezte meg hivatalosan jelöltjét az Állami Bizottság ülésén. A döntés teljesítményi alapon született: a korábbi tesztek során két jelölt emelkedett ki teljesítményével a többiek közül, Jurij Gagarin és German Tyitov. Kamanyin választása Jurij Gagarinra esett.
Gagarin nem a legjobb volt a tesztekben, ám minden tesztben a legjobbak között volt, a teljesítménye inkább volt egyenletesen magas, mintsem kiemelkedő. Emellett a pillanatnyi fizikai és pszichikai kondíció is Gagarin mellett szólt, így esett a választás rá, Tyitovval szemben. Az első repülésre így tehát e két embert jelölték: Gagarint a repülésre, Tyitovot tartalékként.
Később, már az első repüléseket követően, egy második válogatásra is sor került. Gagarin repülése után közvetlenül Nyikolaj Kamanyin vetette fel az elvi lehetőségét női űrhajósok felbocsátásának, amelyet hosszas vita után 1961. december 30-án fogadott el az SZKP Központi Bizottsága. A párt határozata alapján egy második űrhajós válogatást kellett beindítani, tizenhat leendő űrhajós kiképzésére, amelyben egy ötfős női kontingens is szerepelt. Míg a második férfi űrhajóscsoport válogatását aztán elhalasztották, 1962 tavaszán a női űrhajósjelöltek keresése elindult a szovjet űrprogram számára. Ennek során mintegy 400 jelölt közül előbb 58, majd 30, végül öt nő maradt fenn a válogatás rostáján és kapott később űrhajós kiképzést. Ebben a csoportban már egyáltalán nem volt követelmény a pilótatapasztalat: Zsanna Jorkina tanítónő, Tatyjana Kuznyecova többek közt főállású Komszomol-titkár, Valentyina Ponomarjova matematikus, Irina Szolovjova mérnök és Valentyina Tyereskova textilgyári munkás volt. Közülük később csak Tyereskova jutott fel a világűrbe.

### Rakétafejlesztések

A Szputnyik/Luna/Vosztok/Szojuz rakéták fejlődési vonala

A Vosztok-program szervezési értelemben nem volt különálló projekt (mint ahogy a NASA űrprogramjai ilyen szervezetileg, eszközparkjában, pénzügyi forrásaiban jól szétválasztható programok voltak), amely a leginkább az egész program kulcsának számító rakétafejlesztésekben mutatkozott meg. A szovjet űrprogram ehelyett egy meghatározott szakembergárda, majd az általuk kifejlesztett technikai alapok variálása köré szerveződött és ebből születtek a különböző „alkalmazások”, az egyes projekteknek tekinthető eredmények, mint a műholdak pályára állítása, űrszondák célba juttatása és az emberes repülések. A szovjetek által alkalmazott hordozóeszköz egy „egyenes vérvonalat”, egymásra épülő fejlesztési folyamatot képviselt. A kiindulópont a második világháborús V–2 rakétafegyver technológiai alapjain kifejlesztett R–7 Szemjorka interkontinentális ballisztikus rakéta volt. A Szputnyik–1-től egy folyamatos fejlesztési folyamat vezetett a mind erősebb rakétákig, ennek a folyamatnak volt egy fontos állomása a Vosztok 8K72K altípus, a végül az embert elsőként az űrbe juttató hordozóeszköz.

#### Szputnyik–PSZ (8K71PSZ)
Az űr elérésére irányuló rakétafejlesztések első állomása a Szputnyik–1 azonos nevű hordozóeszköze volt. Ez néhány változtatást leszámítva megegyezett az eredetileg 1–10 tonnányi tömeget (jellemzően nukleáris robbanófejet) 5000–10 000 km körüli távolságra eljuttatni képes R–7 jelű katonai változattal. A különbségek egy beépített rádiós rendszerben, a más hasznos teher miatti más alakú és jóval rövidebb orrkúpban és rögzítő adapterben, valamint a fokozatleválasztást segítő leválasztófúvókák beépítésében merültek ki. Az így létrehozott rakéta alkalmas lett kb. 500 kg hasznos tömeg Föld körüli pályára állítására (a fejlesztés végén ezzel startolt a Szputnyik–1 és Szputnyik–2).

#### Luna (8K72)
Az első műholdak pályára állítása után az első holdszondák indítását tűzték ki célul a Szovjetunióban, amely új követelményekkel állította szembe a hordozóeszközt. Egyrészt a rakéta végfokozatának újraindíthatóságára volt szükség, másrészt nagyobb tolóerő volt szükséges, mivel a 8K71 képtelen lett volna bármilyen tömeget a Holdhoz eljuttatni. E követelmények teljesítésére született az egy fokozattal kiegészített Szputnyik rakéta, Luna néven. A fejlesztés kulcsa a OKB-456 tervezőirodában (ma: NPO Enyergomas) kifejlesztett RD–109 típusú hajtómű volt, amely súlytalanságban is indítható volt, valamint amelynek beépítésével megszülethetett a Szputnyik rakétára illeszthető új rakétafokozat, amely a Holdhoz mintegy 280 kg hasznos tömeg eljuttatására volt képes (egyben a 8K71 alacsony föld körüli pályás kapacitását 4000 kg-ra növelte).

#### Vosztok-L (8K72)
A Luna rakéta alkalmasnak látszott nagyobb űreszköz Föld körüli pályára juttatására, csak az űreszközt rögzítő fejrészt kellett átalakítani, hogy a más geometriai méretekkel rendelkező Vosztok űrhajót rögzíteni lehessen rajta. Ehhez egy nagyobb hengeres orradaptert fejlesztettek, amely alkalmas volt a nagyobb méretű Vosztok űrhajó hordozására. A más irányú felhasználásnak megfelelően más nevet – Vosztok – is kapott a rakéta. A rakéta 200 km magas (néhány hetes időintervallumban stabilan fenntartható) alacsony Föld körüli pályára 4550 kg hasznos terhet volt képes feljuttatni, ezzel lehetővé vált az első, automata üzemmódban reptetett kísérleti űrhajó-prototípusok feljuttatása.

#### Vosztok-K (8K72K)
Az embert szállító első űrhajó hordozóeszköze a végső formáját egy második fejlesztési lépcsőben nyerte el, amelyben kissé emelték a tolóerejét, mivel a számítások szerint a meglevő kapacitás kissé kevésnek mutatkozott. Az újonnan fejlesztett végfokozat hajtóműveinek karakterisztikáját kissé átalakítva további 2000 N tolóerőt sikerült kinyerni a hajtóművek teljesítményéből, mindamellett, hogy az alsóbb fokozatok hajtóműveinek teljesítményén is sikerült javítani. A hajtóművek égési idejét kissé rövidebbre véve, ám megemelt tolóerővel a rakéta kapacitása elérte a 4730 kg-os hasznos tömeget 200 km magas pályán. A hajtómű jele kiegészült a „K” betűjellel, amely a felhasználási céljára mutatott, mivel az Objekt–K űreszköz feljuttatására szánták, ahol a K a „koszmonavt” (űrhajós) rövidítése volt.

### A Nyegyelin-katasztrófa hatása
A Vosztok-program – ahogy az összes kezdeti szovjet rakétaprogram – a tyura-tam-i kísérleti rakéta-lőteret használta, amelyen azonban osztoznia kellett más programokkal is, sőt voltak olyan – elsősorban katonai – programok, amelyek elsőbbséget élveztek az űrprogrammal szemben. Ilyen volt az R–16 interkontinentális ballisztikus rakéta fejlesztési programja is, amely párhuzamosan folyt a Vosztok-programmal. 1960. október 24-én az R–16-os első kísérleti indításának előkészítése során baleset történt, és a rakéta felrobbant, megölve mintegy 120 szakembert, köztük a rakétatesztet felügyelő Mitrofan Nyegyelin marsallt. A katasztrófa miatt Tyura-Tamban ekkor legalább két hétre leállt mindenféle munka, így a Vosztok-program előkészületei is. A baleseten kívüli okokból is már kisebb csúszásban levő Vosztok-program ekkor már behozhatatlan csúszásba került a kezdetekben 1960 decemberére tervezett legkorábbi lehetséges startidőponthoz képest, mivel a rengeteg képzett rakétaszakember halála az összes programra kihatással volt, tekintettel arra, hogy a minden egyes programba bedolgozó gyártóüzemek szakemberei is áldozatul estek (de maga Nyegyelin marsall is vezető beosztást töltött be a Vosztok-programot felügyelő állami bizottságban). Ezért 1960. november 10-én Szergej Koroljov, Konsztantyin Rudnyev, Msztyisztlav Keldis, Kirill Moszkalenko és Dmitrij Usztyinov (a Vosztok-program tudományos és katonai vezetői) közös levélben fordultak az SZKP Központi Bizottságához, hogy két kísérleti Vosztok startot beiktathassanak az első éles, emberes start elé, ezzel egyben elcsúsztatva a start-dátumokat. Az új terv az első űrhajós startjára 1961 februárját tekintette a legjobbnak. Később további csúszások jelentkeztek, így az első űrhajós felbocsátásának startdátuma 1961 áprilisára tolódott át.

## Infrastruktúra

### Bajkonuri űrrepülőtér
A szovjet űrprogram a Vosztok-programhoz a korábban a Szputnyik-programhoz kijelölt, Tyura-Tam melletti – konspirációs célból Bajkonur város nevére keresztelt, de ahhoz érdemben nem kapcsolódó – űrkomplexumot használta az emberes űrprogramjához is. Az űrrepülőtér létesítését még 1954. március 17-én határozta el a Szovjetunió Minisztertanácsa, akkor még csak mint a létrehozandó R–7 interkontinentális ballisztikus rakéta tesztelőtereként. Néhány alternatívát megvizsgálva, egy erre a célra létrehozott bizottság az akkori Kazah Szovjet Szocialista Köztársaság (a mai Kazahsztán) területén találta meg azt a több tíz kilométerre kiterjedő pusztaságot, amely alkalmasnak látszott rakétalőtér létesítésére. A kiválasztás fő szempontjai voltak, hogy a terület sík legyen, ne akadályozza semmilyen domborzati tényező a rádiós nyomkövetést, legyen lakatlan a vidék, hogy a rakéták meghibásodás esetén ne zuhanjanak lakott területre, és essen minél délebbre, minél közelebb az egyenlítőhöz, hogy ki lehessen használni a Föld forgásának centrifugális erejét. Ezek a tényezők egyesültek a kazah sztyeppén található Tyura-Tam falucska tágabb környezetében. A kiválasztást követően az építkezésről 1955. január 12-én határozott a kormány, a létesítmény neve pedig NIIP–5 (Naucsno-isszledovatyelszkij iszpitatyelnij poligon – „5-ös számú tudományos kutató kísérleti tér”) lett.
Később, amikor az űrrepülések végrehajtásáról határoztak, kézenfekvő volt a katonai rakéták felbocsátásához használt hely űrrepülési célú felhasználását is ide szervezni, tekintettel arra a tényre, hogy a Vosztok rakéta az R–7-es ICBM egy alváltozata volt, így üzemeltetési értelemben ugyanolyannak számított, azonos infrastruktúrát igényelt.

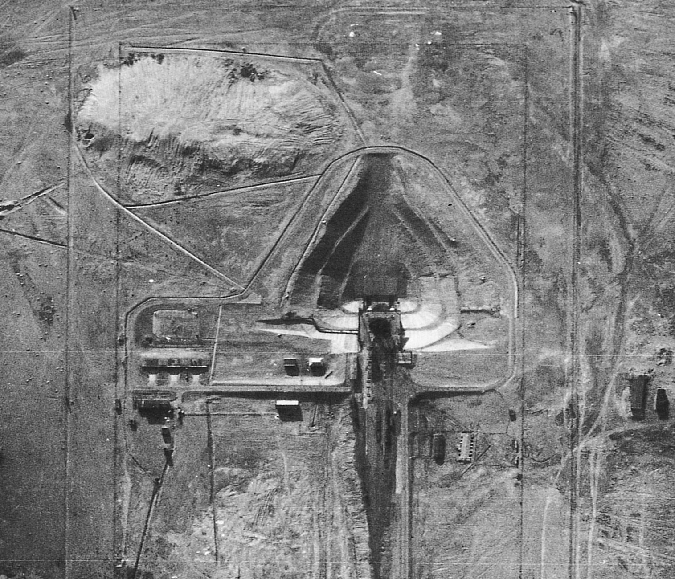
Egy U–2 felderítőgép fotója a Vosztok űrhajók starthelyéről

A rakéták felbocsátásához egy indítóállás és köré kiterjedt infrastruktúra épült. Az indítóállás egy óriási lángterelő betonteknőből és a fölé emelt acélstruktúrából, valamint a rakéták hajtóanyagainak tárolására szolgáló tartályokból állt. Emellett létrehoztak egy nagy hangárt, ahol a rakéták összeszerelése történt (a szovjet szakemberek előbb a rakétáknak az indítóállásban, függőlegesen történő összeszerelése mellett döntöttek, majd később a koncepció átalakult, a rakéta hangárban történő, vízszintes összeszerelésére). A hangárt és az indítóállást vasúti sínpárral kötötték össze, hogy a készre szerelt rakétát vonattal szállítsák a start helyszínére, ahol az erre alkalmassá tett indítótoronyban állították függőleges helyzetbe. Továbbá az indítóállás mellé építettek egy irányítóközpontot, ahonnan a repüléseket vezényelhették a földi személyzet mérnökei. Később tucatnyi indítóállás épült ki a különböző rakétakísérletekhez, a Vosztok–program során azonban mindvégig egyet használtak, az ún. 1. sz. indítóhelyet (Площадка №1), amelyet később a történelmi esemény tiszteletére Gagarin Start névre kereszteltek át.
A szovjetek a rakétalőtér, majd később az űrrepülőtér helyét, nevét teljes titokban próbálták tartani. Tették ezt annak ellenére, hogy a CIA felderítő repülőgépei, az U–2-esek már 1957 nyarán lefényképezték és a hírszerzés elemzői azonosították a rakétabázist. A hely Jurij Gagarin repülése után kapta a „Bajkonur Kozmodrom” (Bajkonur Űrrepülőtér) nevet. Az elnevezés egyben a titoktartás miatti félrevezetés is volt: Bajkonur egy létező település, de 250–300 kilométerre északkeletre a valódi űrrepülőtértől. A félrevezető szándék oka egyszerű, a világ első űrrepüléséhez tartozó világrekordhoz a FAI számára meg kellett jelölni a starthelyet, a szovjetek azonban semmiképpen sem akarták a titkos katonai rakétakomplexumukat megjelölni, ezért adták meg a félrevezető helymegjelölést a Nyugat számára. Később a Bajkonur név olyannyira egybeforrt a létesítménnyel, hogy az űrkomplexum felépítésére, majd üzemeltetésére odaköltöztetett emberek számára épült város, Lenyinszk nevét 1995. december 20-án Bajkonurra változtatták meg.

### Rádiós követőhálózat
Az űrhajóssal való kapcsolattartáshoz rádiókövetésre is szükség volt. Ellentétben azonban az amerikai gyakorlattal, akik a világ minden pontján levő katonai támaszpontjaik és a világóceánokon cirkáló hadihajóikra alapozták a rádiókövetést, a szovjetek kizárólag az országuk területén levő rádióállomásokon keresztül tartották a kapcsolatot az űrhajóval. A rádiókapcsolatot URH (UHF) és RH (HF) sávokon át tartották fenn, mindkét típust más-más állomásokon keresztül.
- URH állomások:
  - Tyura-Tam (Zarja–1)
  - Kolpasevo (Zarja–2)
  - Jelizovo (Zarja–3)
- RH állomások: Moszkva (Veszna)
  - Alma-Ata (Veszna)
  - Novoszibirszk (Veszna)
  - Habarovszk (Veszna)

## Próbarepülések

### Személyzet nélküli repülések
- Szputnyik–4 (Korabl Szputnyik–1): A Vosztok 1KP típusú (egyszerűsített Vosztok 1K) prototípus volt. Nem rendelkezett hőpajzzsal, ezért  visszatéréskor a légkörben megsemmisült.[32]
- Szputnyik–5 (Korabl Szputnyik–2): Tesztrepülés két kutyával. A visszatérés sikeres volt.[33]
- Szputnyik–6 (Korabl Szputnyik–3): A visszatérés során az állatok elpusztultak.[34]
- Szputnyik–9 (Korabl Szputnyik–4): Sikeres próbarepülés egy tesztbábuval (Ivan Ivanovics) és kutyákkal.[35]
- Szputnyik–10 (Korabl Szputnyik–5): Sikeres próbarepülés kutyákkal.[35]

## Repülések

### Vosztok–1

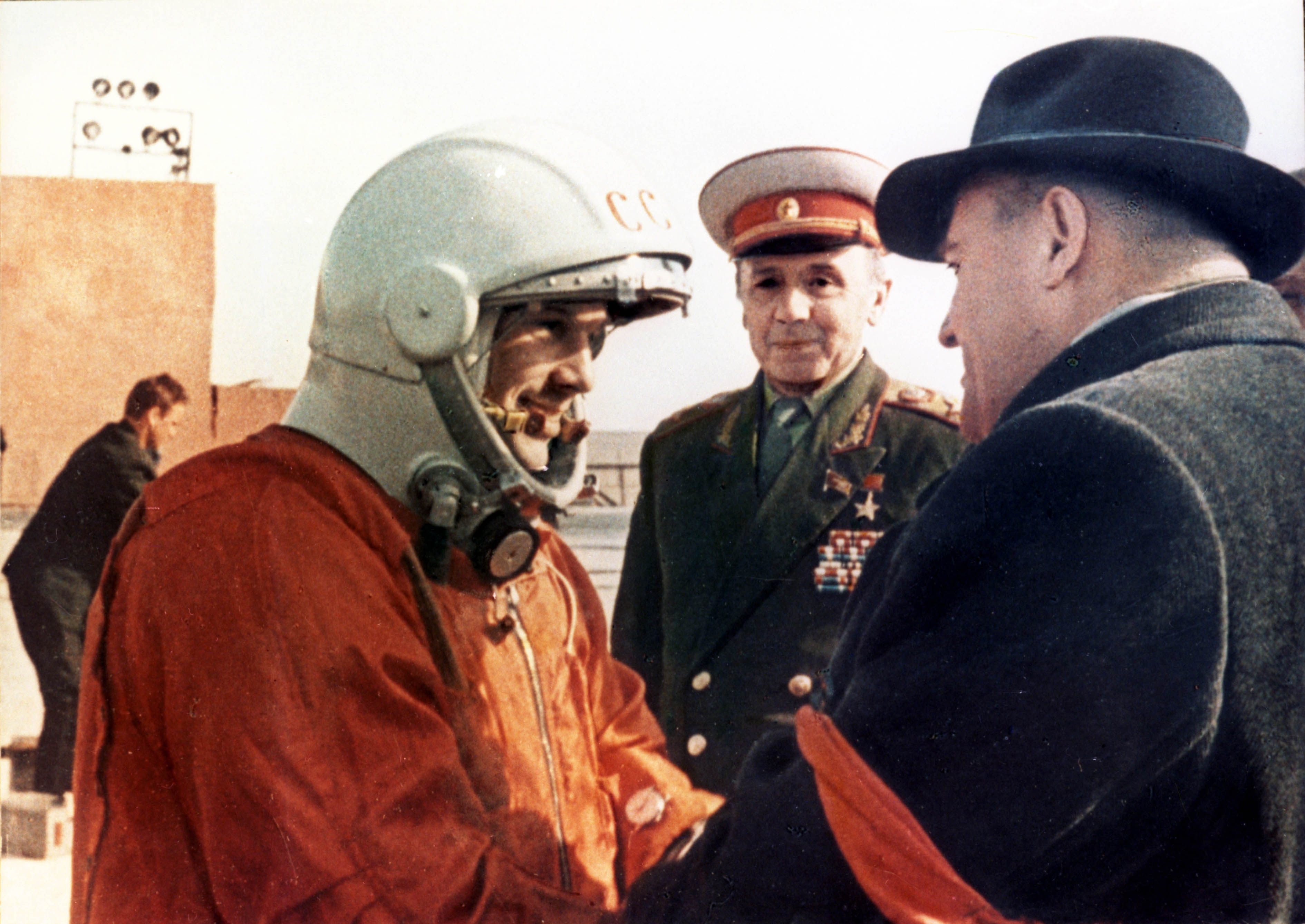
Gagarin a startot megelőzően Koroljovval és Moszkalenkoval

A két sikeres automata repülés megfelelő alapot teremtett az első emberes próba engedélyezésére: 1961. március 28-án összeült az űrprogramért felelős szovjet állami bizottság és – a sikeres próbákról írt jelentések összegzéseként – javaslatot tett az SZKP felé az emberes repülés engedélyezésére. A javaslat egyúttal egy név-alternatívát is tartalmazott, az addig alkalmazott Korabl-Szputnyik elnevezés helyett az űrhajó és a kísérlet nevét Vosztokra javasolták változtatni a bizottsági tagok. A lehetséges startdátumot április 10–20. közé prognosztizálta a bizottság. Az 1961. április 3-án összeülő SZKP KB Politikai Bizottság elfogadta a javaslatot és engedélyt adott az első embert az űrbe szállító repülés startjára.
A döntés után azonnal elindult a start előkészítése: az űrhajóscsoport elutazott Tyura-Tamba, majd kiválasztották közülük Jurij Gagarint a repülésre, German Tyitovot pedig tartalékként, kiszállították a rakétát az indítóállásba és kitűzték a start konkrét időpontját 1961. április 12-re.
A startra helyi idő szerint 9:06:59-kor (UTC 6:06:59) került sor az 1. sz. indítóállásból. A start pillanatát az űrhajós csak a megnövekvő rázkódásból és Koroljov rádióforgalmazásából érzékelte, olyan lassan indult el a földtől elszakadó rakéta. Gagarin a repülés idejére a Kedr (=cédrus) rádióhívójelet kapta (a tyura-tami irányítás pedig Zarja(–1) néven forgalmazott).
– Zarja–1 (Koroljov): Fokozatindítás, segédhajtómű… főhajtómű… FELSZÁLLÁS! Jó utat kívánunk. Minden rendben működik.
– Kedr (Gagarin): Gyerünk! Alig lehet zajt hallani a kabinban, minden jól halad. Jól vagyok, a hangulatom vidám, minden rendben.
– Zarja–1: Jó utat kívánunk. Minden rendben működik?
– Kedr: Köszönöm, viszontlátásra. A közeli találkozásig drága barátaim. Viszontlátásra, a közeli találkozásig!
A Föld körüli pályára állás 11 perc 28 másodperc múltán történt meg. A pályára állás (bár a hivatalos kommünikék később kivétel nélkül az ellenkezőjét állították), nem volt tökéletes, a rakéta kissé túlgyorsította a Vosztok–1-et, amely így magasabb pályára állt a tervezettnél. Ennek abban állt a jelentősége, hogy az eredetileg tervezett pályáról a visszatéréskor használt fékező hajtómű esetleges hibája esetén is rövid időn – 5–7 napon – belül a légkör természetes fékező hatására magától is visszatért volna az űrhajó a felszínre, így azonban ez az idő 2–4 hétre tolódott ki. Az előbbi esetre elegendő tartalék készlet állt Gagarin rendelkezésére, utóbbira azonban már nem.
Gagarin megtapasztalta a súlytalanság körülményeit és elsőként láthatta a világűrből bolygónkat. Az űrutazónak nem volt sok dolga az űrhajóval, mivel a repülés automatikus módon zajlott, beavatkozásra nem volt szükség a részéről. Feladatai megfigyelési jellegűek voltak. Az előzetes tudományos teóriák szerint fennállt annak a veszélye, hogy az ismeretlen fizikai körülmények életveszélyt jelentenek az űrhajósra, vagy képtelen lesz a legalapvetőbb műveletekre, mint az étkezés, vagy az ivás. Gagarinnak tehát az volt a feladata, hogy megfigyelje a saját közérzetét, egyen, igyon és jegyezze le a tapasztalatait, illetve jelentse azokat rádión keresztül. A Vosztok–1 egyik legfontosabb tudományos eredménye az volt, hogy általa bebizonyosodott, az emberi szervezet különösebb probléma nélkül képes működni a súlytalanság körülményei között.
Az összesen egy fordulatra tervezett repülés 108 percig tartott, és nagyrészt tengerek és óceánok felett vezetett. A repülés tervezőinek egyik fontos tervezési elve volt – hogy ezzel is elejét vegyék bármiféle olyan gyanúnak, vagy vádnak, ami militarizmussal vádolhatná a Szovjetuniót a repülés okán –, hogy az Egyesült Államokat messzire kerülje el a Vosztok–1. Ennek alapján a tyura-tam-i startot követően észak-északkelet felé fordult az űrhajó 65°-os irányon, majd a Kamcsatka-félszigetnél hagyta el a hazai szárazföldet. Ezután a Csendes-óceán felett következett egy hosszú szakasz (amely közben az űrhajó áthaladt a terminátoron és belépett az éjszakai félteke fölé), egészen a Magellán-szorosig, amely fölött lépett át a Vosztok–1 az Atlanti-óceán fölé, amelynek átszelését követően Afrika felett került ismét szárazföld fölé, ahol megkezdődött a fékezés, melynek végén a Szovjetunió belső területén ért földet Engelsz városa mellett.
A leszállás különösebb probléma nélkül, bár kissé különleges módon zajlott le. A Vosztok űrhajó leszálló egységének fékezőernyője nem volt olyan méretű, hogy veszélytelen, sima leszállást biztosítson, és a későbbi szovjet űrhajótípusokon alkalmazott fékezőrakétás rendszer sem volt még része a rendszernek, ezért Gagarin nem szállhatott le a kabin belsejében a sérülés veszélye nélkül. Emiatt a leszállás végső fázisában – nagyjából 7 kilométer magasan – katapultált és külön ejtőernyőn ereszkedett le a talajig.
A repülés egyik célja volt szovjet részről, hogy a FAI világrekordként jegyezze be a teljesítményt, ám a szabályok előírták, hogy a legalább egy Föld körüli keringést teljesítő űrhajósnak az űrhajóban kell földet érnie, viszont ezt a repülési mód nem tette lehetővé. Hogy mégis meglegyen a rekord, a leszállást hitelesítő szemtanúk és a felvett jegyzőkönyvek „elsiklottak” a tény felett, hogy nem felelt meg minden körülmény a szabályoknak. Mindezek ellenére a FAI bejegyezte rekordként a repülést, amely a mai napig fennáll.
A repülést követően szárnyra keltek egyes vélekedések, amelyek szerint Gagarin repülése nem volt valós, csak a szovjet kormány propagandafogása volt. Ezek az ún. összeesküvés-elméletek két eltérő vélekedésre épülnek. Az egyik szerint több ember is megelőzte Gagarint az űrben, ám ők szerencsétlenül jártak (meghaltak, vagy komolyan megsérültek, így a szovjet média nem mutathatta be őket a világnak), Gagarin tehát nem az első, csak az első sikeres űrhajós volt.
A másik elmélet szerint a szovjetek egyszerűen csaltak, Gagarin egyáltalán nem járt a világűrben. A szovjetek egy színjátékot játszottak, és a KGB megszervezte, hogy miután Gagarin színleg beszállt a Vosztokba, egy hátsó ajtón kiszállhasson, majd amikor a rakéta nélküle felszállt, egy helikopterrel a leszállási helyhez vitték, ahol másfél óra múltán eljátszották, hogy éppen leszállt az űrből. Lényegében minden Gagarin repülését így, vagy úgy tagadó, kétségbe vonó elmélet feltételezéseken, hallomásokon, vagy pletykákon alapult, könnyen cáfolhatók, bár hivatalosan – vagy akár nem hivatalosan – az illetékesek sosem tettek lépéseket, hogy akár csak figyelemre méltassák őket.

### Vosztok–2
A Vosztok–2 a program második repülése volt emberrel a fedélzeten. German Tyitov 1961. augusztus 6-án startolt a bajkonuri űrrepülőtérről, hogy 17 Föld körüli keringéssel több mint egy napnyi időtartamra tolja ki a világűrben töltött idő rekordját.
A repülésről a program felelősei csak a Vosztok–1 sikere után döntöttek (és így bizonyos értelemben a Vosztok–program nem volt programszerű, mivel nem volt egy előre eltervezett, jóváhagyott felépítése, láncolata a repüléseknek, hanem az első repülés sikere után egyesével léptek tovább az újabb repülésekkel a szovjetek). A repülés után Szocsiba pihenni visszavonuló Vosztok-csapat a folytatáson töprengve két változatot dolgozott ki, egy a főkonstruktőr, Szergej Koroljov által favorizált egy teljes napos repülést és a többi szakember által javasolt 6–7 keringéses űrutazást. A többkörös egyeztetést, a hadsereg illetékeseinek jóváhagyását, majd az SZKP pártutasítását követően a teljes napnyi időtartamot lefedő repülést tűzték ki célul 1961 augusztusára. Az időpont kiválasztásában döntő szerepe volt Nyikita Hruscsov pártfőtitkár utasításának, aki a berlini fal építésének kezdetére akarta időzíteni a repülést, „alternatív” témát szolgáltatva a szocialista sajtónak.
A repülés előkészítése két vonalon indult el. Egyrészt az űrhajó esett át kisebb változtatásokon. Ezek keretében a 17 keringéses (25 órát kicsivel meghaladó) repüléshez szükséges ellátmányhoz a tárolókapacitásokat növelték meg, valamint fejlesztették a telemetriai rendszert, a légkondicionáló rendszert, és kapott a űrhajó egy új filmfelvevő kamerát és egy jobb optikai távcsövet.
Másrészt megtörtént a legénység kijelölése. Szergej Koroljov és Nyikolaj Kamanyin egyszerű szisztémát alkalmazva az előző repülés tartalékát, German Tyitovot választották az űrhajó utasául, míg az újabb tartalék Andrijan Nyikolajev lett.
A startra 1961. augusztus 6-án, helyi idő szerint 9:00-kor került sor (UTC 6:00), Tyura-Tamban a bajkonuri űrrepülőtér 1-es indítóállásából. A felszállás tökéletesen sikerült, a rakéta ezúttal teljesen a tervek szerint működött, így a pályára állás is a tervezett 166×232 kilométeres ellipszisre történt. Az egyedüli problémát az űrhajós kezdődő rosszulléte jelentette, amely egyfajta érzéki csalódással kezdődött, majd folyamatos émelygéssel folytatódott.
A feladatok rögtön az első keringésben elkezdődtek az űrhajós számára, az előző repüléshez képest újdonságként egyszerű, kézi irányítású manővereket kellett végeznie (az űrhajót a saját tengelye körül kellett elfordítani), amely teljes sikert hozott. A következő keringésben Tyitov az újonnan fejlesztett filmfelvevő kamerával az alatta elhaladó földfelszínről készített egy 10 perces felvételt. Közben egyre elhatalmasodó problémát jelentett az űrhajósnak saját közérzete, egyre rosszabbul érezte magát. A harmadik keringésben – Gagarinhoz hasonlóan – Tyitovnak meg kellett próbálkozni az étkezéssel, de a rosszullét miatt csak minimálisat evett. Ezután a hatodik keringésig nem volt különösebb teendő az űrhajós számára, mint üzenetet küldeni rádión azoknak az országoknak, amelyek felett éppen elrepült. A hatodik körben újabb étkezés következett a napirendben (ezúttal vacsora), az akkori kor technológiai szintjén tubusokban tároltak be a technikusok levest, májpástétomot és lekvárt Tyitov számára. A még mindig jelenlévő rosszullét azonban ekkor hatalmasodott el végleg az űrhajóson, ami egy kiadós hányásba torkollott. A problémát a belsőfülben levő egyensúlyszervnek a súlytalansághoz való nem megfelelő alkalmazkodása okozta, ami később más űrhajósoknál is okozott problémát, a hányással, émelygéssel, szédüléssel járó tünetegyüttes űrbeli mozgásbetegség, vagy űrbetegség néven vonult be az orvostudományba. A hetedik keringésben Tyitovnak meg kellett ismételnie az első kör kísérleteit az űrhajó manőverezőképességének tesztelésére, majd a tervek szerint aludni tért (ezzel ő lett az első a világon, aki a világűrben aludt). Öt keringésnyi időt követően – a menetrendhez képest 35 perc késéssel – ébredt azzal a szomorú tapasztalattal, hogy a rosszullét az alvásidő alatt sem múlt el. Ám meglepő módon a bosszantó rossz közérzet még abban a körben hirtelen elmúlt, nem zavarva többé őt a munkában.
A leszállásra a műveleti tervek a tizenhetedik keringés végét jelölték ki, de az ezt vezérlő automatika Gagarin repüléséhez hasonlóan ismét hibásan működött. A fékezőrakéták még rendben tették a dolgukat, ám a leszállóegység és a műszaki egység szétválasztása nem volt tökéletes: egy kábelköteg együtt tartotta a két űrhajórészt, ami csak a légkörbelépést követően oldódott meg, amikor a nagy hőterheléstől a felesleges kapcsolat átégett. Tyitov leszállása teljesen megegyezett a Vosztok–1-ével, ő is katapultált a kabinból a leszállás végső fázisában, és saját ejtőernyőjén ért földet. A leszállás 25 óra 18 perc repülést követően a Szovjetunió belső területén, a szaratovi járás Krasznij Kut nevű települése mellett történt, 1961. augusztus 7-én 10:18-kor.
A leszállást követő sajtókonferencián Tyitov felfedte, hogy nem a kabinban ért földet, mintegy új, alternatív lehetőséget kipróbálva Gagarinéhoz képest.

### Vosztok–3 és Vosztok–4

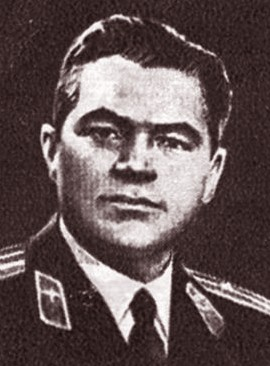
Andrijan Nyikolajev, a Vosztok–3 űrhajósa

A Vosztok–3 és Vosztok–4 volt a világ első szimultán repülése, amelynek keretében Andrijan Nyikolajev és Pavel Popovics az előbbi űrhajós 65, az utóbbi 48 Föld körüli fordulatot tett, és három napig egyszerre repültek a világűrben.
A repülés ötlete közvetlenül Tyitov repülése után merült fel, Szergej Koroljov 1961 szeptemberében állt elő egy hármas szimultán repülés ötletével, ami szerint a Szovjetunió három Vosztok űrhajót bocsátott volna fel, egyenként 3–3 napos repülésre (egy-egy napos indításközökkel), így egyrészt háromszorosára emelték volna az űrrepülési időtartam rekordot, másrészt a repülés harmadik napján egyszerre három űrhajós tartózkodott volna az űrben. Koroljov ötletét nagy ellenállás fogadta, így később ennek egy szerényebb változatát sikerült a főkonstruktőrnek elfogadtatnia: két űrhajó startol egymás utáni napokon, egyikük 3, másikuk 2 napos repülésre.
A páros repülés nagy késedelmet szenvedett az SZKP határozata miatt, amelyben a politikai vezetés az első két Vosztok repülés sikere után a Vosztok űrhajóval azonos technikai alapokra épült Zenyit műholdak startjának adott elsőbbséget. A tervezett két kémműhold startja azonban problémákba ütközött (a másodikat például a rakéta felrobbanása miatt kellett megismételni), de a pártutasítás szerint az újabb emberes repülésekkel meg kellett várnia Koroljov csapatának két sikeres Zenyit startot. Erre csak 1962. július 28-án került sor. Ezt követően indulhatott a páros emberes repülés előkészítése. Kamanyin tábornok és Koroljov kijelölték a legénységeket, a Vosztok–3-hoz Andrijan Nyikolajevet (tartalékául Valerij Bikovszkijt), a Vosztok–4-hez pedig Pavel Popovicsot (tartalékként Vlagyimir Komarovot).
A Vosztok–3 startjára 1962. augusztus 11-én, helyi idő szerint 14:30-kor (UTC 8:30) került sor. Az űrhajó a tervezettnek megfelelő, 166×218 kilométeres Föld körüli pályára állt. Nyikolajev előtt egy napnyi repülés állt, és a repülés elején az űrhajós hogyléte volt a központi kérdés (ha Nyikoljev is rosszul lett volna, mint German Tyitov az eggyel korábbi űrrepülésen, akár a szimultán repülésről is le kellett volna mondania az irányításnak), de az űrhajós közérzete tökéletes volt. A negyedik keringésben Nyikita Hruscsov telefonon (és az azt közvetítő rádióműsorban) rövid beszélgetést folytatott Nyikolajevvel, majd a szovjet televízió tévéadást is közvetített a Vosztok–3 fedélzetéről.

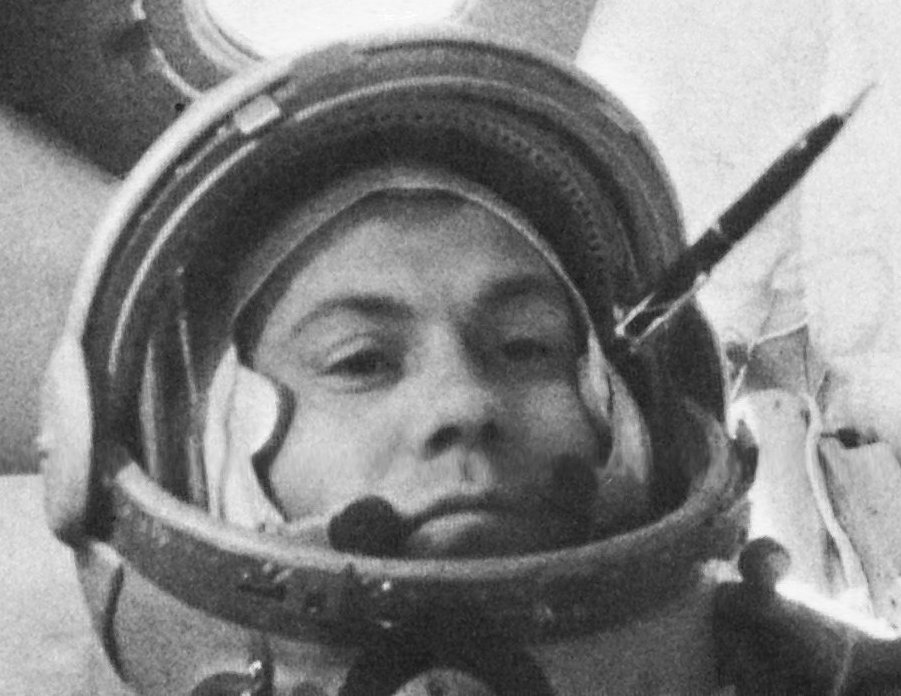
Pavel Popovics a Vosztok–4 fedélzetén

A Vosztok–4 a következő napon, 1962. augusztus 12-én 8 óra 2 perc 33 másodperckor (UTC) startolt. A Vosztok–3 űrhajósának külön feladata volt, hogy az űrhajót úgy forgassa, hogy az ablakon át rálásson Tyura-Tamra, a starthelyre (mivel a startot úgy időzítették, hogy az egy napja odafenn keringő űrhajó éppen a kiindulási pont felett haladjon el) és lehetőleg megfigyelje a startot. Ez azonban nem sikerült. Sikerült viszont az irányítás azon törekvése, hogy a start precíz végrehajtásával a két űrhajó pályáját úgy állítsák be, hogy azok minél jobban megközelítsék egymást. A két űrhajó egymástól 5 kilométeres közelségben repült egy rövid ideig (hogy aztán az apró pályakülönbségek fokozatosan messzebb, a repülés végére közel 1000 kilométerre vigyék őket egymástól). A nyugati média azt várta, hogy ha a szovjetek egyszerre két űrhajót bocsátanak Föld körüli pályára, akkor az űrrandevút, vagy akár az összekapcsolódást is megpróbálják, ám nem tudhatták, hogy a Vosztok űrhajók nem képesek önálló manőverezésre, így természetesen nem is került sor megközelítésre vagy dokkolásra.
A repülés következő két napján csak egyszerű rutinfeladatokat kaptak az űrhajósok, amelyben annyi újdonság volt, hogy az űrhajósok kicsatolhatták magukat az ülésükből. A közös repülés legnagyobb jelentőségű eseménye 1962. augusztus 14-én jött el, amikor a repülésekért felelős állami bizottság úgy döntött, hogy érdemes lenne egy nappal meghosszabbítani a repülést. Hamarosan döntés is született a hosszabbításról, és Andrijan Nyikolajev három helyett négy napig repült (az egyetlen ellenérv a kabinban lecsökkent hőmérséklet volt, amely azonban még biztonságos értéken, 13 °C-on stabilizálódott, és ezért nem akadályozta a hosszabbítást). Később felmerült a Vosztok–4 repülési idejének meghosszabbítása is, de Popovics űrhajójában a kritikus 10 °C alá csökkent a hőmérséklet, és az irányítás elvetette a további repülést.
A leszállásra 6 perces időközzel 1962. augusztus 15-e reggelén került sor: a Vosztok–3 65 keringést követően (Nyikoljev pedig időtartamrekordot felállítva), a Vosztok–4 a 48. keringés végén szállt le Kazahsztánban, a Balkas-tó körzetében.

### Vosztok–5 és Vosztok–6
A Vosztok–5 és a Vosztok–6 szimultán repülése volt a program utolsó páros repülése, ugyanakkor utóbbi volt egyben a világ első női űrhajósának, Valentyina Tyereskovának a repülése is. A Vosztok–5 fedélzetén Valerij Bikovszkij 82 Föld körüli fordulatot tett, 4 nap 23 óra 7 perc repülési idővel abszolút időtartamrekordot állítva fel, míg a Vosztok–6 női űrhajósa 48 keringést teljesített 2 nap 22 óra 50 perc alatt (amellyel hivatalosan szintén időtartamrekorderré lépett elő a női kategóriában).
A program folytatási irányának kijelölésére, a következő repülések tervezésére – a tervezési hagyományok szerint – csak a Vosztok–3 és Vosztok–4 páros repülés után került sor. Több alternatíva (szóló női repülés, szimultán repülés egy nővel és egy férfival, vagy szimultán női repülés) mellett egy dolog biztos volt, a korábban kiválasztott női űrhajóscsoportból akartak a szovjetek valakit felküldeni az űrbe, ezzel egy újabb világelsőséget learatva. A döntést az SZKP Központi Bizottsága hozta meg 1963. március 21-i határozatában: a Vosztok űrhajósok egy újabb szimultán repülésben vesznek részt, egy férfi és egy női űrhajóssal, az előzőnél hosszabb repülési időtartamokkal. A nők űrrepülése eredetileg nem volt a Vosztok–program része, az ötlet maga is csak Jurij Gagarin repülését követően, 1961 nyarán merült fel. A program vezetőinek merőben ellentétes véleményei (Koroljov hevesen ellenezte, Kamanyin ugyanilyen vehemenciával támogatta) között végül párthatározat döntött. Nagyjából egy évnyi kiképzést követően (amely centrifuga tesztekben, Tu–104-es repülőgépeken végzett súlytalansági gyakorlatokban, UTI MiG–15 vadászrepülőgép kiképzésben, vízi és szárazföldi túlélési gyakorlatokban, ejtőernyős ugrásokban, csillagászati oktatásban és a Vosztok űrhajó megismerésében merült ki) négy fő maradt bevethető.
A szimultán repülés személyzetéről, a repülés időtartamáról 1963 áprilisára döntöttek az illetékesek, de csak 1963. június 7-én hirdették ki nyilvánosan, hogy Valenytina Tyereskovát (tartalékául pedig Irina Szolovjovát) választották a történelmi repülésre. A másik űrhajóba Valerij Bikovszkijt (tartalékául pedig Borisz Volinovot) jelölte Koroljov és Kamanyin. A tervek szerint űrhajósok közül a férfi űrhajós startolt volna először egy nyolcnapos küldetésre, majd őt követően a női űrhajós egy háromnapos repülésre, hogy végül egyszerre (egy keringésnyi különbséggel) szálljanak le.
A repülés időpontját többször kellett módosítani a tervezési fázisban. A repüléseket eredetileg 1963 augusztusára tervezték, de kiderült, hogy addigra a legyártott űrhajók felhasználhatósági ideje lejárt volna, így előre hozták az első startdátumot június 3–5. közé. Tyura-tamban azonban kiderült, hogy az űrközpont nem képes ilyen hamar egy szimultán startra, ezért előbb 3 nappal, majd egy héttel eltolták az indulást. Végül a megnövekedett naptevékenység veszélyei miatt újabb 3 nappal csúsztatták el az első űrhajó indulását.
A Vosztok–5 1963. június 14-én 11:58:58-kor (UTC) startolt el a bajkonuri űrrepülőtérről. A start nem volt eseménymentes, az egész Vosztok-program legproblémásabb felbocsátása volt: előbb különböző hibák (az URH rádió hibája, az ajtó biztonsági reteszének meghibásodása, a Vosztok rakéta giroszkóp egységének hibája) után úgy engedték felszállni az űrhajót, hogy az egy elektromos kábelen keresztül még mindig az indítóálláshoz volt kapcsolva. A felbocsátás utolsó hibás mozzanata pedig maga a pályára állás volt, az űrhajó nem a tervezett pályára, hanem egy kissé alacsonyabbra állt. Ez a hiba az eredetileg tervezett 8 napos út kényszerű lerövidítését eredményezte. Bikovszkij egészen a második űrhajó felszállásáig az elődjeihez hasonló repülési programot végzett, feladatai közé tartozott az űrben az emberi szervezetre ható különböző tényezők további tanulmányozása, fizikai és űrbiológiai kísérletek, illetve vizsgálatok végrehajtása – különös figyelemmel a sugárzások káros élettani hatásai ellen történő védekezésre –, a Föld felszínének és légkörének megfigyelése, valamint az űrhajó irányítására szolgáló tökéletesített rendszerek (kézi vezérlés, rádiókapcsolat) kipróbálása, az űrhajókra és utasaikra gyakorolt közegellenállás mértékének fel- és leszállás, repülés közbeni meghatározása, valamint a mikrometeorok és a kozmikus poranyag hatásainak mérése. Nyikita Hruscsov személyesen is beszélt az űrhajóssal rádión keresztül.
A Vosztok–6, fedélzetén Valentyina Tyereskovával, a világ első női űrhajósával két nappal később, 1963. június 16-án, 9:29:52-kor (UTC) startolt. A startot úgy időzítették, hogy az első keringés során az űrhajó minél közelebb kerüljön a Vosztok–5-höz. Ezt a feladatot egy 5 km-es megközelítéssel sikerült teljesíteni, miközben egy másik feladat volt az űrhajósok számára egymást megpillantani, ami Bikovszkijnak nem sikerült, Tyereskovának igen. További közös feladat volt rádiókontaktus létesítés egymással, ami a start után fél órával létre is jött (amelyet aztán a pályaeltérések és a Föld árnyékoló hatása miatt nem sikerült a repülés során végig fenntartani). Később a Vosztok–6 fedélzetéről tévéközvetítést sugároztak, Tyereskovának is volt alkalma Hruscsovval beszélgetni.
A két űrhajós eltérőképpen viselte az űrbeli körülményeket. Bikovszkij jól érezte magát az űrben, könnyedén teljesítette a feladatait, különösen szerette a szabad lebegést a súlytalanságban, amikor kicsatolhatta magát az üléséből. Tyereskovának sokkal több gondja támadt. A pályára állás után rosszullét fogta el, ami enyhe fokon fenn is maradt nála, egy ízben hányt is (bár ez saját bevallása miatt inkább az éppen elfogyasztott étel rossz íze és nem a súlytalanság miatt volt, majd a lába fájt, a szkafander dörzsölését is rosszul viselte és fáradtság is gyötörte (olykor elaludt „munkaidőben”). Később a rutinszerűnek szánt kézi manőverezés sem sikerült az űrhajósnőnek.
Június 17-én az irányítás kényszerű döntést hozott a visszatérésről: a Vosztok–5 startjánál bekövetkezett pályaeltérés miatt a tervezett repülési időtartamot le kellett rövidíteni, és az irányítás június 19-ét tűzte ki mindkét űrhajó leszállására, Bikovszkij repülését ötnaposra rövidítve, Tyereskováét háromnaposra hagyva. A tervek szerint a két űrhajós közül a Vosztok–6-nak kellett előbb visszatérnie a Földre, majd egy keringéssel később a Vosztok–5 is leszállhatott. Ehhez Tyereskovának még teljesítenie kellett az űrhajója térbeli helyzetének megváltoztatását célzó gyakorlatot, amelyet korábban nem sikerült neki. Ehhez Jurij Gagarin, German Tyitov és Andrijan Nyikolajev dolgozott ki Tyereskova számára egy a korábbitól eltérő metódust, amivel aztán az űrhajósnő sikerrel is járt.
A leszállásra végül a módosított tervek szerint került sor. Tyereskova Vosztok–6 űrhajója 48 orbitális keringést követően fékezett le a Föld körüli pályáról, és a földet érésre 1963. június 19-én 8:20-kor (UTC), 2 nap 22 óra 50 percnyi repülés után került sor, Bajevo falucskától 7 kilométerre délre, Barnaul városától 200 kilométerre nyugatra és Karagandi városától 620 kilométerre északkeletre. A tényleges leszállási pont végül kb. két fokkal északra tolódott el a tervezett leszállási helytől.) A leszállás során Tyereskova kisebb sérülést szenvedett az ejtőernyős leérkezés során. Bikovszkij a Vosztok–5-tel még két keringést teljesített társnője leszállása után, és a 82. keringés végén tért vissza a Földre. Leszállására 1963. június 19-én 11:06-kor (UTC) került sor, 4 nap 23 óra 7 perc repülést követően Kusztanaj falu mellett, Karaganda városától 540 kilométerre északkeletre.)

## A program lezárása és utóélete

### Törölt repülések
Ahogy az előző repülések után, úgy a Bikovszkij–Tyereskova szimultán repülés után is születtek elképzelések a program továbbvitelére, amelyeket nagyban alátámasztott az a tény, hogy Szergej Koroljov – mindenféle hivatalos felhatalmazás nélkül – négy további Vosztok űrhajó összeszerelését indíttatta el 1962 végén. (Emellett Kamanyin is lobbizni kezdett egy tízrepüléses második, katonai célú Vosztok repüléssorozat érdekében, de Koroljov is 4–8 további repülést képzelt még el). Ezek a repülések mind csak inkább elképzelés, mintsem részletes terv stádiumban voltak, alapjukat inkább az adta, hogy a politikai vezetés 1963 februárjában engedélyezte is a Koroljov által elindított gyártást négy új űrhajóra. Később ezt a gyártási engedélyt is visszavonta a vezetés, így a tervek technikai alapja is megingott. Az űrhajók gyártásának leállítását követően Koroljov még egy kísérletet tett, hogy a program tovább éljen, a programba katonai feladatokat tervezett, megpróbálta áttenni a Vosztokot katonai felügyelet alá, de ez nem járt sikerrel.
A megszületett tervek egészen 1966 tavaszáig vetítettek előre egy repülési menetrendet, de ezeket 1964 márciusában egytől egyig törölték, a Vosztok-programot lezárták, hogy az erősödő űrverseny, a Hold elérése, mint cél felbukkanása miatt a többszemélyes és manőverezőképes űrhajókkal kísérletező Voszhod–programba kerüljenek át az erőforrások.
Vosztok–7

A páros repülések után Koroljov újra egy szóló repülést vetített előre. Egy férfi űrhajós indult volna egy tíznapos repülésre, a pálya magasságát egészen az alsó Van-Allen övig emelték volna, hogy annak sugárzási és sugárzásbiológiai hatásait tudják vizsgálni. Az időtartam érdekessége, hogy a visszatérést természetes fékezéssel képzelték el, azaz az űrhajó 10 nap után a légkör természetes fékező hatására tért volna vissza a Földre.
Vosztok–8

A Vosztok–7-hez hasonló tíznapos, nagy magasságú pályán történő repülés lett volna, később a tervet egy tíznapos szimultán repülésre fejlesztették (szintén természetes fékeződéssel való visszatéréssel).
Vosztok–9

A Vosztok–9 is tíznapos, nagy magasság repülésnek indult volna, ám kissé eltérő tudományos célokkal: a sugárzási hatások helyett földrajztudományi és csillagászati megfigyelésekkel, a napkorona fényképezésével, a nap röntgen megfigyelésével, orvosi kísérletekkel, a súlytalanság hatásainak részletes megfigyelésével, sugárzásméréssel és a későbbi Szojuz űrhajókhoz fejlesztendő ionáramlási szenzorok tesztelésével. Később a Vosztok–8 párjaként szimultán tíznapos repülésre fejlesztették a tervet.
Vosztok–10

Az első tervek egy harmincnapos, személyzet nélküli, nagy magasságú repülésről szóltak, majd a Vosztok–9 tudományos céljaival egy tíznapos, személyzetes repülésre módosultak az elképzelések.
Vosztok–11

Korai elképzelés volt az űrséta technika kidolgozására. Az űrhajó kisebb áttervezésével (a katapultülés elhagyásával és egy légzsilip beépítésével, valamint az ejtőernyőzetre szerelt fékezőrakétával biztosított puha leszállás képességével) alkalmas lett volna arra, hogy az űrhajós rövid időre elhagyja a kabint. (Az elképzelést végül a Voszhod űrhajóval 1965-ben kivitelezték).
Vosztok–12

A Vosztok–11 terveihez hasonló, űrséta tesztre szánt repülés terve volt.
Vosztok–13

Az utolsó tíznapos, nagy magasságú, tudományos megfigyeléseket végző repülés terve.

### A Voszhod–program
A Vosztok–program eredeti célkitűzése az ember űrbe juttatása volt, ezt a célt már Jurij Gagarin repülésével sikerült teljesíteni, és az űrverseny nagyon rövid időn belül leértékelte ezt a célt. Az USA-ban politikai kettős vereségként értékelték a Szputnyik–1 és a Vosztok–1 repülését (pontosabban azt a tényt, hogy ez előbb sikerült a szovjeteknek), és életre hívták az Apollo-programot, amelynek célkitűzése a Hold elérése volt. Bár a Szovjetunió hivatalosan nem akart részt venni az űrversenyben, valójában felvették a kesztyűt, és Koroljovék is a Hold elérését tűzték ki célként, mégpedig a NASA előtt. A Hold elérése azonban teljesen más technikai alapokat (az űrhajósok által közvetlenül irányítható, manőverezhető, többszemélyes űrhajót) és műveleteket (űrsétát, holdsétát) kívánt meg, amelyhez a Vosztok űrhajó nem volt megfelelő. Az USA, hogy felgyorsítsa a felkészülést (és az űrverseny tempóját), elindította a Gemini-programot, egy többszemélyes, manőverezhető űrhajó repülési programját űrrandevúkkal, dokkolással, űrsétával. Hogy az amerikaiak ne előzhessék meg a Szovjetuniót a holdra szállással, a szovjeteknek is meg kellett felelniük a kihívásnak. Ehhez az egyetlen észszerű lépés az volt, ha felhagynak a Vosztok űrhajó újabb és újabb rekordrepüléseivel, és új űrhajót terveznek, vagy legalábbis áttervezik a Vosztokot.
A szovjet vezetés 1964 márciusában elfogadta a Voszhod–program elindítását, amelynek egyik sarokköve a Vosztok űrhajó áttervezése (többszemélyes repülésre és manőverezésre alkalmassá tétele volt). Az áttervezés nem hozott teljes sikert, a Voszhod-űrhajó (bár az első többszemélyes űrrepülés, valamint az első űrséta rekordját még besöpörték vele a szovjetek) nem volt sikeres, a holdrepülés technikáját nem sikerült elsajátítani általa, amely végső soron a Szovjetunió űrkutatásbeli vezető státuszának elvesztésével járt.

## Hatása a világra
A Vosztok-programnak kettős hatása volt, elsősorban a nagyhatalmak viszonylatában: politikai és technológiai hatása. Politikai értelemben az űrverseny – amelynek a Vosztok- és Mercury-program közötti versenyfutás volt az egyik legjelentősebb fejezete – a két nagyhatalom közötti ideológiai harc kiemelt része volt. A Szovjetunió a Szputnyik-programmal „csapást mért” az USA politikai tekintélyére, katonai, műszaki fennsőbbrendűségére. A Vosztokkal, azon belül is elsősorban Jurij Gagarin Föld körüli pályára juttatásával megismételték ezt az ideológiai csapást, a Szovjetuniót nagyhatalmi státuszban megkérdőjelezhetetlenül egyenrangúvá téve az Egyesült Államokkal.
A program technológiai hatása pedig az űrverseny további szakaszában jelentkezett. Mivel az USA az ideológiai vereség ellensúlyozására bejelentette az Apollo-programot a Hold elsőkénti elérésére – amellyel az 1970-es évek elejéig titokban a Szovjetunió is nagy erőkkel kísérletezett –, egyfajta technológiai verseny indult. A cél elérésére számos, még nem is ismert anyagot, technikát, eljárást kellett kifejleszteni mindkét oldalon. Ez az erőltetett fejlesztési kényszer vezetett többek között például a Hold meghódításához vagy a hidrogén-oxigén rakétahajtás meghonosításához is.

## Vosztok a művészetekben
A program titkosságánál fogva, viszonylag kevés információ állt a közvélemény rendelkezésére, ezért kevés alkotás (film, könyv, festmény stb.) született az első szovjet emberes űrprogramról. Egy speciális területen, a bélyegkiadás (és bélyegművészet) területén azonban bőséges volt a termés. Főként a korabeli szocialista országok adtak ki emlékbélyegeket, bélyegblokkokat a repülésről. A Szovjetunión kívül Magyarország, Csehszlovákia, a Német Demokratikus Köztársaság, a Vietnámi Demokratikus Köztársaság mind-mind jelentetett meg emlékbélyeget a különböző repülésekről.
Ugyanilyen művészeti ág volt az érmekibocsátás is. Az egyes repülésekről szintén a szocialista országok körében volt divat emlékérmét kibocsátani a repülések tiszteletére, vagy valamelyik kerek évfordulójára.
2011-ben, a Vosztok–1 repülésének 50. évfordulójára Christopher Riley dokumentumfilmes, az Európai Űrügynökség űrhajósával, Paolo Nespolival együttműködésben elkészített egy filmet, First Orbit címmel. Nespoli egy keringést rögzített kamerával a Nemzetközi Űrállomásról azon a pályaíven, amelyen egykor Gagarin repült, ezzel bemutatva a nézőknek, vajon mit láthatott az űrhajós az első űrrepülés alkalmával, narrációképpen pedig a repülés eredeti hanganyagát vágták a képek alá. A film érdekessége, hogy szabadon megtekinthető, letölthető, megosztható.
A fentiek mellett a festészetben jelent még meg a Vosztok-program. Alekszej Leonov űrhajós, leszerelése után a festészetnek szentelte az idejét, és főképpen világűr témájú képeket fest, elsősorban Voszhod és Vosztok témában. Egyik legismertebb képe a témában a Tyereskova repülése előtt tisztelgő Csajka (Sirály) című mű.